# Исландская фондовая биржа
Исландская фондовая биржа была организована в 1985 как совместное предприятие некоторых банков и брокерских фирм по инициативе центрального банка Исландии.

## Исландская фондовая биржа в цифрах
- Первая компания была зарегистрирована на бирже в 1991 году.
- В момент пика в 1999 году на бирже было зарегистрировано 75 компаний.
- К концу 2004 года число компаний сократилось до 34.
- Совокупная капитализация биржи составляет 1.337 млрд. исландских крон ($21 млрд.)
- Самой крупной компанией, зарегистрированной на бирже, является Kaupthing Bank, капитализация которого составляет 360 млрд. исландских крон.
- Самой маленькой — Slaturfelag Sudurlands (212 млн. крон).

С самого момента создания биржи торги на ней шли в электронной форме.